# حركة بيئية
الحركة البيئية (يُشار إليها أحيانًا باسم الحركة الأيكولوجية)، المتضمنة حركة الحفاظ على البيئة والسياسة الخضراء، هي حركة علمية واجتماعية وسياسية متنوعة تهدف إلى معالجة القضايا البيئية. يدافع علماء حماية البيئة عن الإدارة المستدامة للموارد البيئية والإشراف البيئي من خلال إجراء تغييرات في السياسة العامة والسلوك الفردي. تعترف الحركة البيئية بالإنسانية عنصرًا مشاركًا في النظم الأيكولوجية، إذ تتمحور حول البيئة والصحة وحقوق الإنسان.
تُعد الحركة البيئية حركة دولية، تمثلها مجموعة من المنظمات التي تتراوح من المنظمات الكبيرة وحتى الأهلية باختلافها من بلد لآخر. تختلف أهداف الحركة البيئية تبعًا لعضويتها المتشعبة، ومعتقداتها المتنوعة والقوية، والطبيعة المتضاربة في بعض الأحيان. تشمل الحركة البيئية بعض الحركات الأخرى أيضًا، مع تعمق أكثر في بعض المواضيع، مثل حركة المناخ. تضم الحركة على نطاقها الواسع مواطنين عاديين، ومحترفين، وأشخاصًا دينيين، وسياسيين، وعلماء، ومنظمات غير ربحية، ودُعاة فرديين.

## نبذة تاريخية

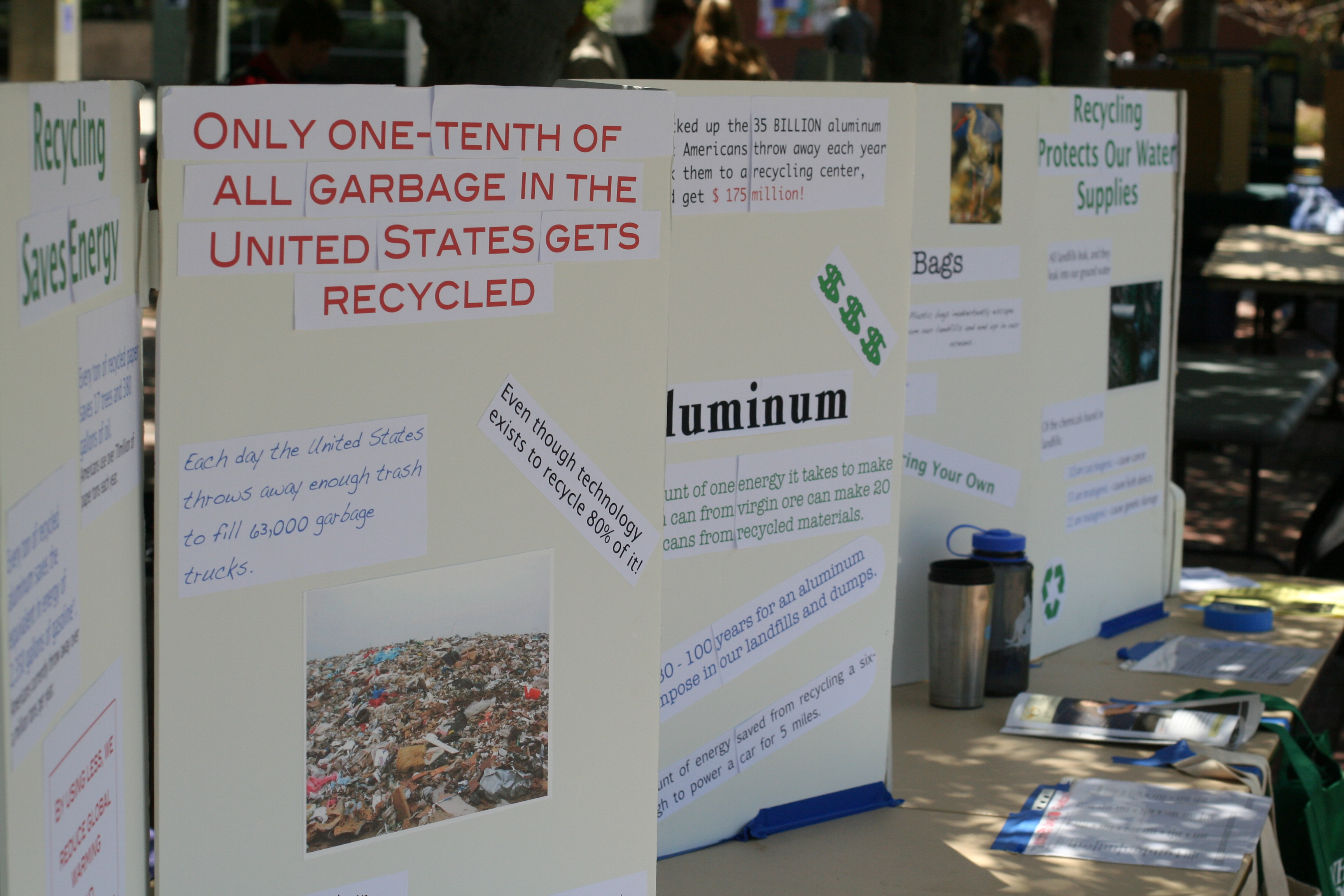
يوم الأرض 2007 في سيتي كوليدج سان دييغو.

### الوعي المبكر
يُعد الاهتمام السبّاق بالبيئة سمة من سمات الحركة الرومانسية التي بدأت في أوائل القرن التاسع عشر. سافر الشاعر ويليام ووردزوورث في أرجاء ليك ديستريكت وكتب: «يُعد حق كل رجل واهتمامه بتصوير الأشياء بعينه واستمتاعه بقلبه نوعًا من الملكية الوطنية التي يتمتع بها».
تكمن أصول الحركة البيئية في الاستجابة للمستويات المتزايدة من التلوث الدخاني في الغلاف الجوي الناتج عن الثورة الصناعية. أدى ظهور المصانع الكبرى والنمو الهائل المصاحب لاستهلاك الفحم إلى مستويات غير مسبوقة إلى تلوث الهواء في المراكز الصناعية؛ أُضيف حجم التصريفات الكيميائية الكبير بعد عام 1900 إلى الحمل المتزايد من النفايات البشرية غير المعالجة. أُصدرت أول قوانين البيئة الحديثة بشكل موسّع تحت الضغط السياسي المتزايد من الطبقة الوسطى الحضرية، على هيئة قوانين ألكالي البريطانية لعام 1863، المخصصة لضبط تلوث الهواء الضار (حمض الهيدروكلوريك بحالته الغازية) المنطلق من عملية لوبلان الصناعية المنتجة لرماد كربونات الصوديوم.

### حركة الحفاظ على البيئة
ظهرت حركة الحفاظ على البيئة لأول مرة في غابات الهند، بالتزامن مع التطبيق العملي للمبادئ العلمية المحافظة على البيئة.
اشتملت أخلاقيات الحفاظ على البيئة التي بدأت بالنمو على ثلاثة مبادئ أساسية: أولًا، النشاط البشري يضر بالبيئة، ثانيًا، هناك واجب وطني للحفاظ على البيئة للأجيال القادمة، ثالثًا، يجب تطبيق الأساليب العلمية القائمة على التجريب لضمان تنفيذ هذا الواجب. يُعتبر جيمس رونالد مارتن أحد البارزين في الترويج لهذه الأيديولوجية، وقد نشر العديد من التقارير الوبائية الجغرافية التي أظهرت حجم الأضرار الناجمة عن إزالة الغابات على نطاق واسع، وبينت التجفف الحاصل، بالإضافة إلى الضغط بشكل كبير من أجل إضفاء الطابق المؤسسي على أنشطة حفظ الغابات في الهند البريطانية، وذلك من خلال إنشاء إدارات دولية للغابات. بدأ مجلس تشيناي (مدراس) الربحي ببذل جهود محلية للمحافظة على البيئة في عام 1842، برئاسة ألكسندر جيبسون عالم النبات المتعمق، الذي اعتمد بشكل منهجي برنامج حماية الغابات وفق أسس علمية، والتي تُعتبر أول حالة إدارة دولة للغابات في العالم. في النهاية، قدمت الحكومة في عهد الحاكم اللورد جيمس برون رامساي عام 1855 أول برنامج مستدام وواسع النطاق للمحافظة على الغابات في العالم، وهو نموذج سرعان ما امتد إلى مستوطنات أخرى، من ضمنها الولايات المتحدة. يُعتبر كُتيب هيو كليغون لعام 1861، غابات جنوب الهند وحدائقها، العمل الأخير في هذا المجال، إذ استخدمه على نطاق واسع المحافظون على الغابات في شبه القارة الهندية.
انضم ديتريش براندس إلى الخدمة البريطانية في عام 1856 بصفته مراقبًا لغابات خشب الساج في قسم منطقة بيغو في شرق بورما. خضعت غابات بروما في ذلك الوقت لسيطرة جماعات غابات الساج المسلحة. قدم ديتريش نظام «تونغيا»، الذي عمل وفقه قرويو كارين في زراعة مزارع خشب الساج وإزالتها. صاغ ديتريش أيضًا تشريعات جديدة للغابات، وساعد في إنشاء مؤسسات للبحث والتدريب، وأسس مدرسة إمبريال فورستري (الغابات الإمبراطورية) في دهرادون.

### تشكيل جمعيات حماية البيئة
شهد أواخر القرن التاسع عشر تشكّل أول مجتمعات محافظة على الحياة البرية. نشر عالم الحيوان ألفريد نيوتن سلسلة من التحقيقات في رغبة إنشاء «وقت قريب» للحفاظ على الحيوانات الأصلية بين عامي 1872 و1903. أدت دعوته لإقامة تشريعات حماية الحيوانات من الصيد خلال موسم التزاوج إلى تشكيل رابطة بلوماج (في وقت لاحق الجمعية الملكية لحماية الطيور) في عام 1889. قام المجتمع باحتجاجات على شكل حملات ضد استخدام جلود الغطاس المتوج، وريش النورس أسود الساق في صناعة الملابس. التمست الجمعية دعمًا متزايدًا من طبقات المجتمع الوسطى الساكنة في الضواحي، وأثرت على قانون حماية عبور الطيور البحرية في عام 1869 بصفته القانون الأول المخصص لحماية الطبيعة في العالم.
يُعد تخفيف تلوث الهواء القضية البيئية الرئيسية التي استمرت على مدار القرن منذ عام 1850 حتى عام 1950. تأسست جمعية الحد من انبعاث دخان الفحم في عام 1898، ما يجعلها واحدة من أقدم المنظمات البيئية غير الحكومية، أسسها الفنان السير ويليام بليك ريتشموند بعد إحباطه من تاريخ صناعة الفحم. على الرغم من وجود تشريع سابق، يتطلب قانون الصحة العامة لعام 1875 من جميع الأفران والمواقد أن تحرق كل دخانها.
لم يبدأ تطبيق الجهود المنهجية والعامة على البيئة إلا في أواخر القرن التاسع عشر؛ نشأت هذه الجهود عن «حركة الكياسة» في بريطانيا في سبعينيات القرن التاسع عشر، والتي كانت رد فعل على الصناعة ونمو المدن وتفاقم تلوث الهواء والماء. دافعت هذه الحركة منذ تشكيل جمعية الحفاظ على البيئة في عام 1865 عن الحفاظ على الريف من الزحف الصناعي. عمل المحامي روبرت هنتر مع هاردويك راونسلي، وأوكتافيا هيل، وجون راسكن، لقيادة حملة ناجحة تهدف إلى منع إنشاء السكك الحديدية المخصصة لنقل لوائح الفحم من المحاجر، التي كانت ستدمر الوديان غير الملوثة في نيولاندز وإينيرديل. أدى هذا النجاح إلى تشكيل جمعية حماية منطقة البحيرة (أصبحت في ما بعد جمعية أصدقاء منطقة البحيرة).
وافق كل من هنتر ورونسلي في عام 1893 على إنشاء هيئة وطنية لتنسيق جهود الحفاظ على البيئة في جميع أنحاء البلاد؛ افتُتح «الصندوق الوطني للأماكن ذات الأهمية التاريخية أو الجمال الطبيعي» رسميًا في عام 1894. أسست المنظمة مكانتها من خلال مشروع قانون الثقة الوطني لعام 1907، والذي منحها مكانة بصفتها شركة قانونية، ومُررت الفاتورة في أغسطس عام 1907.
دعا كل من جون روسكين، وويليام موريس، وإدوارد كاربنتر، إلى حركة «العودة إلى الطبيعة»، إذ كانوا جميعًا ضد النزعة الاستهلاكية والتلوث والأنشطة الأخرى التي أضرت بالعالم الطبيعي. تُعد هذه الحركة رد فعل على الظروف الحضرية للمدن الصناعية، حيث كانت المرافق الصحية في حالة مزرية، ومستويات التلوث لا تُطاق، وأثرت بشكل سيئ على السكان. دافع صاحبو الفكر المثالي عن الحياة الريفية باعتبارها يوتوبيا أسطورية يجب العودة والعيش فيها. جادل جون روسكين بأنه يجب على الناس العودة إلى «قطعة أرض إنجليزية صغيرة وجميلة وهادئة ومثمرة، لن يكون لدينا محركات بخارية.. سيكون لدينا الكثير من الزهور والخضراوات.. سيكون لدينا موسيقى وشعر؛ سيتعلم الأطفال الرقص على هذه الأرض والغناء».